# Phloiotrya caracasensis
Phloiotrya caracasensis is een keversoort uit de familie zwamspartelkevers (Melandryidae). De wetenschappelijke naam van de soort werd in 1917 gepubliceerd door Maurice Pic.